# أزورلة باتاغونية
أزورلة باتاغونية (الاسم العلمي:Azorella patagonica) هي نوع من النباتات يتبع جنس الأزورلة من الفصيلة الخيمية.